# Xerxés I.
Xerxés I. (řecky Ξέρξης, staropersky Chšajáršá [  ]; 519–465 př. n. l.) byl perský velkokrál z rodu Achaimenovců vládnoucí od listopadu 486 do srpna 465 př. n. l. Jeho jméno ve staré perštině znamená „vládce hrdinů“. Pojednává o něm biblická kniha Ester, jež ho označuje jménem Achašveróš (hebrejsky אֲחַשְׁוֵרוֹשׁ). V hebrejském textu Bible je o něm též zmínka v knize Ezdráš a v knize Daniel.

## Původ
Xerxés byl synem krále Dareia I. a Atossy, dcery zakladatele perské říše Kýra Velikého. Následníkem trůnu se stal poté, co byly odmítnuty nároky jeho nevlastních starších bratrů, narozených v době, kdy Dareios nebyl dosud králem. Svou roli zde sehrály Dareiovy snahy o legitimitu a udržení moci ve vlastním rodě – těm vyhovoval prvorozený syn Kýrovy dcery Atossy lépe než tři synové z předchozího manželství s dcerou Góbryovou, bez vazeb ke královské dynastii.

## Nástup na trůn
Po převzetí vlády v listopadu 486 př. n. l. byl Xerxés konfrontován s revoltou v Egyptě, která trvala déle než rok. Svého bratra Achaimena jmenoval satrapou Egypta a zemi důkladně zpacifikoval. Také v Babylonii propukla vzpoura vedená Bel-šimanim a Šamaš-eribou, při níž byl zabit satrapa Zopyros. Na Xerxův příkaz ji utopili v krvi, jak dokládá zkáza tamních archivů.

## Válka s evropskými Řeky
Po Dareiovi zdědil Xerxés konflikt s evropskými Řeky, konkrétně úkol potrestat Athéňany za jejich vměšování do iónského povstání a vítězství v bitvě u Marathónu. Výpravu proti nim začal chystat již roku 483 př. n. l. Byl prokopán kanál skrze šíji poloostrova Athos. Podél cesty v Thrákii vyrostla síť stanic se zásobami, přes Hellespont nechal král postavit dva mosty. Uzavřel také alianci s Kartágem a připravil Řecko o podporu mocných vládců Syrakus a Agrigenta. Navíc se řada malých řeckých státečků přidala na stranu Peršanů – zejména Thesálie, Théby a Argos. Byla shromážděna rozsáhlá flota a početná pozemní armáda (Hérodotos tvrdí, že zde bylo téměř dva milióny vojáků, skutečný počet však dosahoval asi kolem dvou set tisíc). Na jaře roku 480 př. n. l. vyrazil Xerxés se svými silami ze Sard, hlavního města Lýdie. Zpočátku se mu vojensky poměrně dařilo. Řecká flota byla poražena v bitvě u Artemisia, Peršané zvítězili v bitvě u Thermopyl, dobyli Athény a zatlačili Athéňany a Sparťany na jejich poslední linii odporu při korintském Isthmu a Saronském zálivu. Xerxés se ale nechal zlákat Themistoklovou léčkou (navzdory radám halikarnasské královny Artemisie) a zaútočil na řeckou flotu v nevýhodných podmínkách, místo aby poslal část svého loďstva na Peloponnés a vyčkal rozkladu řecké armády. V bitvě u Salamíny (28. září 480 př. n. l.) zvítězili Athéňané, nicméně válka jako celek rozhodnuta nebyla. Ztráta námořního spojení s Malou Asií však Xerxa přinutila k návratu do Sard. Velká část jeho armády zůstala pod velením Mardonia v Řecku a byla poražena roku 479 př. n. l. ve velké pozemní bitvě u Platají. Stejně nepříznivě skončila i bitva u mysu Mykalé v témže roce, kdy bylo opět zahnáno na ústup královské loďstvo.
Pro perskou říši znamenalo odražení tak pečlivě připravované výpravy první vážný nezdar v její dosavadní historii. Zčásti k němu přispělo určité podceňování protivníka, který početně daleko zaostával za mohutnou perskou armádou, zčásti odhodlanost Řeků ubránit svou svobodu a neschopnost Peršanů uplatnit v členitém řeckém terénu přednosti svých elitních jednotek. Každopádně přešli vítězní Řekové brzy do ofenzívy a znepokojovali západní satrapie říše až do konce Xerxovy vlády, aniž jim v tom král mohl zabránit.

## Poslední roky vlády
O pozdějších Xerxových činech je toho málo známo. Ví se, že na jeho příkaz se Sataspés pokusil obeplout Afriku, ale vítězství Řeků uvrhlo celé impérium do stavu určité apatie, z něhož se vzpamatovávalo jen s obtížemi. Král se osobně angažoval v harémových intrikách a jeho rozhodování se stalo závislým na dvořanech a eunuších. V roce 465 př. n. l. ho nakonec zavraždil vlivný dvořan Artabanos, který dosadil na trůn jeho syna Artaxerxa I.

## Stavební činnost
Podobně jako Dareios I. měl také Xerxés zálibu v kolosálních stavbách, i když z větší části jen dokončoval komplexy, s jejichž stavbou se započalo již za otcova života (Persepolis, Súsy). Dochovaly se i některé jeho nápisy psané klínovým písmem v několika jazycích. Svou lásku k umění projevil král roku 480 př. n. l. v dobytých Athénách, kde nedovolil zničit nejkrásnější umělecké předměty a naopak je dal odvézt do Sús a Persepole (bylo mezi nimi kupříkladu známé sousoší tyranobijců Harmodia a Aristogeitona). Také zmíněný kanál u Athosu a mosty přes Hellespont dokládají Xerxovy sklony k monumentalitě.

## Odraz v umění
- Xerxes, opera Georga Friedricha Händela
- Xerxes, opera Francesca Cavalliho